# Świdna (dopływ Raczyny)
Świdna (czes. Vojtovický potok, niem. Grundwasser) – potok w Czechach i w południowej Polsce, prawy dopływ Raczyny o długości 21 km. Płynie przez Sudety Wschodnie (Góry Złote, czes. Rychlebské hory), Przedgórze Paczkowskie, czes. Žulovská pahorkatina i Dolinę Nysy Kłodzkiej.
Świdna ma źródła poniżej Przełęczy Gierałtowskiej, na wysokości ok. 650–660 m n.p.m. Jako Vojtovický potok płynie w kierunku ENE, głęboko wciętą, zalesioną doliną do wsi Vojtovice.
W górnej części wsi Vojtovice, w przysiółku Nová Véska od Świdnej odchodzi Młynówka (czes. Mlýnský náhon), płynąca do wsi Vlčice, gdzie wpada do potoku Studená voda, który wpada do Świdnej we wsi Bernartice.
Poniżej wsi Vojtovice, Vojtovický potok wypływa z Gór Złotych na Przedgórze Paczkowskie gdzie skręca ku północnemu wschodowi, a następnie ku północy. Płynie przez Bernartice, poniżej wsi przekracza granicę z Polską w Dziewiętlicach i skręca ponownie ku północnemu wschodowi. Na południe od Otmuchowa wpada do Raczyny płynącej tu w sztucznym korycie będącym kanałem ulgi Nysy Kłodzkiej, która zaraz potem wpada do Nysy Kłodzkiej pomiędzy jeziorami Otmuchowskim a Nyskim.
Główne dopływy:
- lewe: Studená voda, Średnica.

Miejscowości leżące nad Świdną: Nová Véska, Vojtovice, Bernartice, Dziewiętlice, Meszno.
Budując Jezioro Nyskie w 1971 roku w celu wyeliminowania przepływu Świdnej przez tereny poniżej poziomu powodziowego Jeziora Nyskiego, oraz ochrony leżących nad nią wsi przed powodzią zmieniono bieg Świdnej, od Meszna aż do ujścia. Przed przebudową potok płynął przez Śliwice i wpadał do Nysy Kłodzkiej.